# Pogi Team Gusto Ljubljana
Pogi Team Gusto Ljubljana is een wielerploeg die een Sloveense licentie heeft. De ploeg bestaat sinds 2005, sinds 2006 komt ze uit in de continentale circuits van de UCI. 
Het team komt voort uit de Kolesarsko Društvo Rog - KD Rog, een wielerclub opgericht in 1949 te Ljubljana. Voor aanvang van het wielerjaar 2018 fuseerde de ploeg met het Taiwanees-Sloveense team: Attaque Team Gusto.
Anno 2025 heeft Tadej Pogačar zijn naam verbonden aan de ploeg. Pogačar zelf reed in de seizoenen 2017 & 2018 voor het team. Daarnaast zijn ook het Taiwaineese fietsmerk Gusto en de stad Ljubljana aan het team verbonden als naamsponsor.

## Ploegsamenstelling

### 2025
| Naam              | Geboortedatum | Nationaliteit | Ploeg 2024  |
| ----------------- | ------------- | ------------- | ----------- |
| Jakob Ahlin       | 25-07-2006    | Slovenië      | Neo         |
| Alex Eaves        | 03-03-2006    | Australië     | Neo         |
| Nicolas Gojković  | 26-06-2004    | Kroatië       | Adria Mobil |
| Natan Gregorčič   | 26-04-2004    | Slovenië      |             |
| Tine Jenko        | 05-10-2006    | Slovenië      | Neo         |
| Gašper Kokalj     | 01-04-2005    | Slovenië      |             |
| Ting Wei Li       | 09-02-2001    | Taiwan        |             |
| Jure Medved       | 11-12-2006    | Slovenië      | Neo         |
| Domen Oblak       | 01-08-2005    | Slovenië      |             |
| Ian Peran         | 24-10-2005    | Kroatië       |             |
| Jon Pritržnik     | 26-12-2006    | Slovenië      | Neo         |
| Oliver Sims       | 07-03-2006    | Australië     | Neo         |
| Mihael Štajnar    | 06-10-2000    | Slovenië      |             |
| Dan Andrej Tomšič | 05-02-2003    | Slovenië      |             |
| Taj Žagar         | 10-03-2006    | Slovenië      | Neo         |

### Vertrokken
| Renner           | Geboortedatum | Nationaliteit | Ploeg 2025       |
| ---------------- | ------------- | ------------- | ---------------- |
| James Derrick    | 01-05-2002    | Nieuw-Zeeland | ?                |
| Dylan Hopkins    | 23-09-2001    | Australië     | Roojai Insurance |
| Gašper Klanjšček | 13-07-2005    | Slovenië      | ?                |
| Viktor Potočki   | 27-04-1999    | Kroatië       | ?                |
| Andy Sampson     | 22-12-2003    | Australië     | gestopt          |
| Andraž Skok      | 01-05-2004    | Slovenië      | ?                |

## Overwinningen
2005
1e etappe Jadranska Magistrala: Jure Kocjan
2006
4e etappe Ronde van Slowakije: Matic Strgar
Ronde van Vojvodina: Jure Kocjan
Trofeo G. Bianchin: Matic Strgar
 Sloveens kampioen tijdrit, elite: Kristjan Fajt
2007
Banja Luka-Belgrado I: Matej Gnezda
Grote Prijs Kooperativa: Kristjan Fajt
2008
Cronoscalata Gardone V.T.-Prati di Caregno: Robert Vrečer
Giro del Medio Brenta: Robert Vrečer
GP Ljubljana- Zagreb: Robert Vrečer
Ronde van Vojvodina I: Robert Vrečer
Trofeo G. Bianchin: Robert Vrečer
2009
Eindklassement Istrian Spring Trophy: Mitja Mahorič
4e etappe The Paths of King Nikola: Bostjan Rezman
2010
 Kroatisch kampioen tijdrit, elite:  Matija Kvasina
2012
Piccolo Ronde van Lombardije: Jan Polanc
2013
4e etappe Giro della Regione Friuli Venezia Giulia: Jan Polanc
Eindklassement Giro della Regione Friuli Venezia Giulia: Jan Polanc
 Sloveens kampioen op de weg, elite: Luka Pibernik
2e etappe Ronde van Tsjechië: Luka Pibernik
2014
Belgrado-Banja Luka: Martin Otonicar
2016
5e etappe Ronde van Hongarije: Rok Korošec
 Kroatisch kampioen tijdrit, beloften: Bruno Maltar
2017
2e etappe Ronde van Hongarije: Žiga Jerman
2018
 Kroatisch kampioen op de weg, elite: Viktor Potočki
Eindklassement Giro della Regione Friuli Venezia Giulia: Tadej Pogačar
2019
3e etappe Ronde van Japan: Benjamin Hill
Trofeo Alcide Degasperi: Benjamin Hill
 Kroatisch kampioen tijdrit, beloften: Viktor Potočki
2020
 Kroatisch kampioen tijdrit, beloften: Viktor Potočki
2021
 Kroatisch kampioen op de weg, elite: Viktor Potočki
2022
 Kroatisch kampioen op de weg, elite: Carlo Jurišević
2e etappe Ronde van Servië: Viktor Potočki
2023
 Kroatisch kampioen op de weg, elite: Viktor Potočki
2024
1e etappe Belgrado-Banja Luka: Dylan Hopkins
 Kroatisch kampioen op de weg, elite: Viktor Potočki
2025
 Sloveens kampioen tijdrijden, elite: Mihael Štajnar
 Kroatisch kampioen op de weg, elite: Nicolas Gojković
Derrick · Gregorčič · Hopkins · Klanjšček · Kokalj · Li · Oblak · Peran · Potočki · Sampson · Skok · Štajnar (vanaf 5/6) · Tomšič